# カロリネ・ガッタス
カロリネ・ガタズ（Caroline de Oliveira Saad Gattaz、1981年7月27日 - ）は、ブラジルの女子バレーボール選手。ブラジル代表。

## 来歴

### クラブチーム
サンパウロ州サン・ジョゼー・ド・リオ・プレト出身。1996年、Rio Preto Automóvel Clubeへ入団しバレーボール選手としてのキャリアをスタートさせる。1998年にEnergis 8 São Caetanoへ移籍し2年間プレーした。2000/01シーズンはSesc-RJ/Flamengoでプレーした。2001/02シーズンに再びEnergis 8 São Caetanoに加入すると、2003/04シーズンのブラジル・スーパーリーガで5位となった。2004年からは強豪のOsasco Voleibol Clubeへ移籍し、2004/05シーズンのブラジル・スーパーリーガで優勝、2005/06と2006/07シーズンはリーグで準優勝を果たした。2007/08シーズンはイタリアセリエA1のPieralisi Jesiでプレーした。2008/09シーズンからはSesc-RJ/Flamengoで活躍し、ブラジル・スーパーリーガではリーグ優勝2回、準優勝1回を果たした。2012/13シーズンはアゼルバイジャンリーグのイトゥサチ・バクーでプレーした。2013/14シーズンはVôlei Amil/Campinasでプレーし、リーグ4位となった。2014/15シーズンからはGerdau/Minasに在籍し、ブラジル・スーパーリーガで3回（2018/19、2020/21、2021/22シーズン）優勝した。2018/19シーズンにはリーグのベストミドルブロッカー賞を受賞した。

### 代表チーム
2005年にブラジル代表に選出される。同年ワールドグランプリでは負傷欠場したファビアナ・クラウジノに替わってスタメン出場し、予選で35本のブロックを決めるなど彼女の穴を見事に埋める活躍をして優勝に貢献。11月のワールドグランドチャンピオンズカップのブラジル初優勝にも大きく貢献した。2006年の世界選手権と2007年のワールドカップでは銀メダルを獲得したが、2008年の北京オリンピック出場メンバーからは外れた。
2009年の南米選手権ではチームを優勝へと導き、自身もベストブロッカー賞を受賞した。2010年の世界選手権を最後に代表メンバーからは外れていたが、2013年11月に復帰し、グラチャンで金メダルを獲得した。2021年に8年ぶりに代表へ復帰すると同年のネーションズリーグで銀メダルを獲得し、自身もベストミドルブロッカー賞を受賞した。同年8月の東京オリンピックでは銀メダルを獲得し、自身もベストミドルブロッカー賞を受賞した。2022年、世界選手権ではスタメンでチームを牽引し銀メダルを獲得した。

## 人物
- 同性愛者であることを公表している[4][5]。

## 球歴
- オリンピック - 2021年
- 世界選手権 - 2006年、2010年、2022年
- ワールドカップ - 2007年
- ワールドグランドチャンピオンズカップ - 2005年、2009年、2013年
- ネーションズリーグ - 2021年
- ワールドグランプリ - 2005年、2006年、2007年、2009年
- 南米選手権 - 2005年、2007年、2009年

## 受賞歴
- 2005年 南米選手権 ベストブロッカー賞
- 2009年 モントルーバレーマスターズ ベストブロッカー賞
- 2009年 南米選手権 ベストブロッカー賞
- 2018年 南米クラブ選手権 MVP
- 2019年 2018/19ブラジル・スーパーリーガ ベストミドルブロッカー賞
- 2021年 ネーションズリーグ ベストミドルブロッカー賞
- 2021年 東京オリンピック ベストミドルブロッカー賞

## 所属クラブ
- Rio Preto Automóvel Clube（1996-1998年）
- サンカエターノE.C.（1998-2000年）
- レクソーナ（2000-2001年）
- サンカエターノE.C.（2001-2004年）
- フィナザ・オザスコ（2004-2007年）
- Monte Schiavo Jesi（2007-2008年）
- レクソーナ・アデス（2008-2011年）
- バレー・フトゥーロ（2011-2012年）
- イトゥサチ・バクー（2012-2013年）
- Vôlei Amil/Campinas（2013-2014年）
- ジェルダウ・ミナス（2014-2024年）
- プライア・クルーベ（2024年-）